# Баунті (покер)
Баунті — в деяких покерних турнірах винагорода гравцю за усунення з гри іншого гравця.
Залежно від турніру гравець може отримувати винагороду за усунення або якогось конкретного гравця, або будь-якого гравця. Нагорода майже завжди є грошовим призом, а не валютою турніру. Премії рідкісні, але трапляються іноді і в професійних турнірах. Найчастіше реалізується в невеликих турнірах або благодійних турнірах.